# Демблинские
Демблинские (пол. Dembliński) — графский род.
Именным Высочайшим указом Императора Александра I от 17 июня 1816 года, Филипп-Август-Гавриил-Франциск (де Поль) — Антон де Канон, маркиз де Виль возведён с нисходящим его потомством, в графское Царства Польского достоинство с именем графа Демблинского.

## Описание герба
Щит пересечён: в 1-м, красном поле золотой распростёртый коронованный орёл, во 2-м, голубом серебряное стропило.
Щит увенчан Графской короной, над которой шлем с бурелетом. Нашлемник: возникающая рука в голубом рукаве, держащая лавровую ветвь. Намёт: красный и голубой, подложенный частью золотом, частью серебром. Щитодержатели: две собаки с противообращёнными головами в золотых ошейниках.